# Landmark 81
Landmark 81 ist ein Wolkenkratzer im Stadtbezirk Bình Thạnh von Ho-Chi-Minh-Stadt, Vietnam. Mit einer Höhe von 461,2 m ist er das siebzehnthöchste Hochhaus der Welt (2023), das höchste Gebäude in Vietnam und das zweithöchste Hochhaus Südostasiens. Einen Titel, den der Wolkenkratzer im Jahr 2017 von dem 336 m hohen Keangnam Hanoi Landmark Tower übernahm. Der fertiggestellte Turm umfasst Hotel- und Konferenzeinrichtungen, Luxusapartments, hochwertige Einzelhandelsflächen, Restaurants, Bars und eine mehrstöckige Aussichtsplattform. In der unmittelbaren Umgebung des Gebäudes befinden sich der Vinhomes Central Park und das Ufer des Saigon-Flusses.